# Golf de Granville Baie du Mont St Michel
El Golf de Granville Baie du Mont St Michel está situado a Bréville-sur-Mer a 5 km al norte de Granville, Normandía, Francia.
El diseñador inglés, Harry Colt, realizó este campo de golf en 1912. El campo es de tipo links o campo de golf situado en una zona costera y que se caracteriza por ser una zona donde predominan las dunas de arena. El Golf de Granville es el único golf 100 % links de Francia. El Golf de Granville cuenta con 27 hoyos, los 18 originales de Colt y un campo más corto de 9 hoyos.

## Historia
Tres arquitectos han colaborado a diseñar el Golf de Granville: Colt, Alison y Hawtree para dotarlo de un verdadero aspecto made in Scotland de puro links. El proyecto de realizar el campo de golf se vio retrasado por la Primera Guerra Mundial, pero ya en 1929 el campeonato nacional amateur de Francia tuvo lugar en Granville. En 1930 se inauguró la casa club. En 1931 se celebró el campeonato internacional de Francia amateur, ganado por G. Bentley - un campeonato ganado en otros años por los grandes del golf, como Francis Ouimet (1914), Tommy Armour (1920) o Sergio García (1997).
Durante la Segunda Guerra Mundial, el ejército alemán de ocupación se instaló en el campo de golf. En 1957, el campo de golf se abrió de nuevo gracias a los esfuerzos de algunos apasionados. El aspecto actual se remonta a 1999.
El diseñador Christian Dior, originario de Granville, jugaba al golf y creó en 1928 una competición de golf. En 1973 el club patrocinó la copa Dior que se disputa ahora todos los años.
En 2008, se celebró de nuevo en Granville un campeonato de Francia, el Mid Amateur (+ 35 años).

## Galería de imágenes

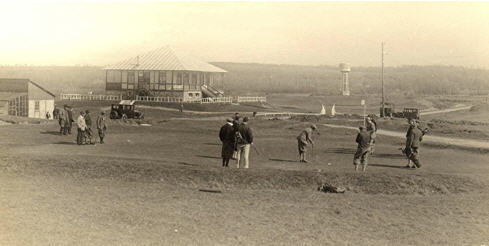
El 9 y la casa club (años 1930).
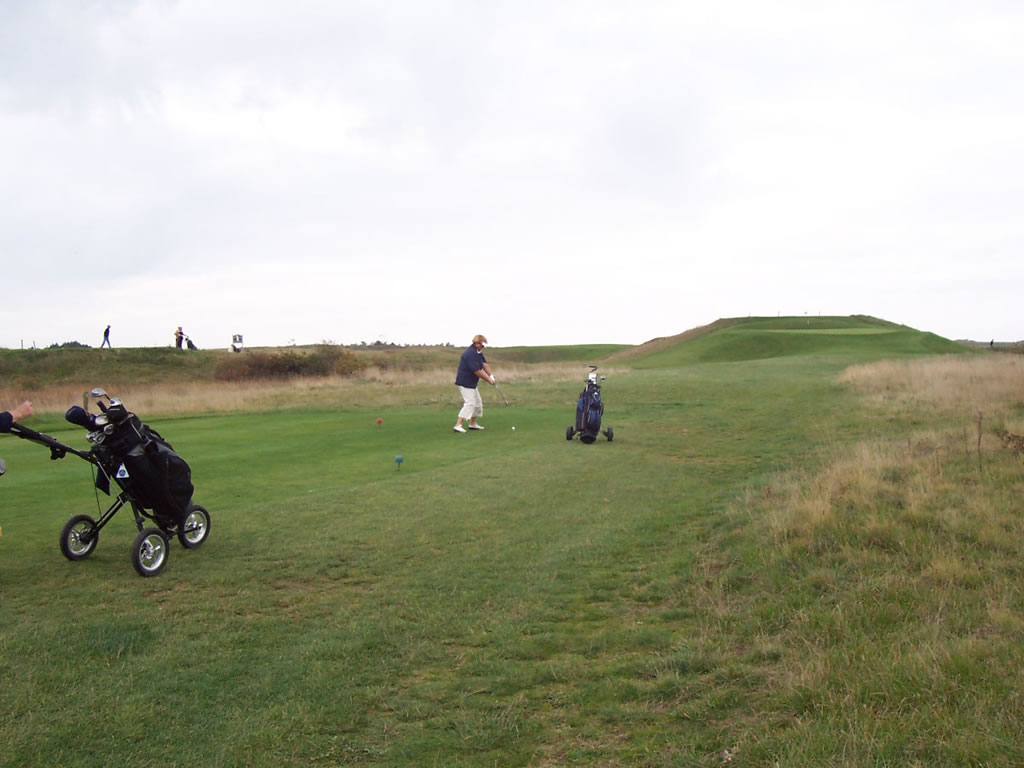
El 16, par 3 corto pero difícil cuando hace viento.
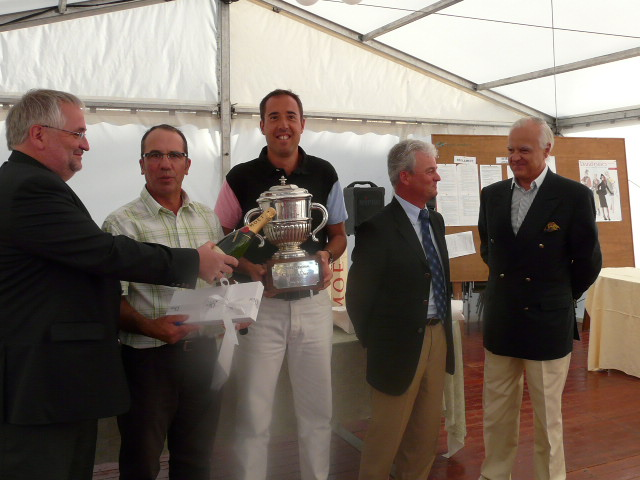
La copa Dior, edición 2008, ganada por Ludovic Chartier.
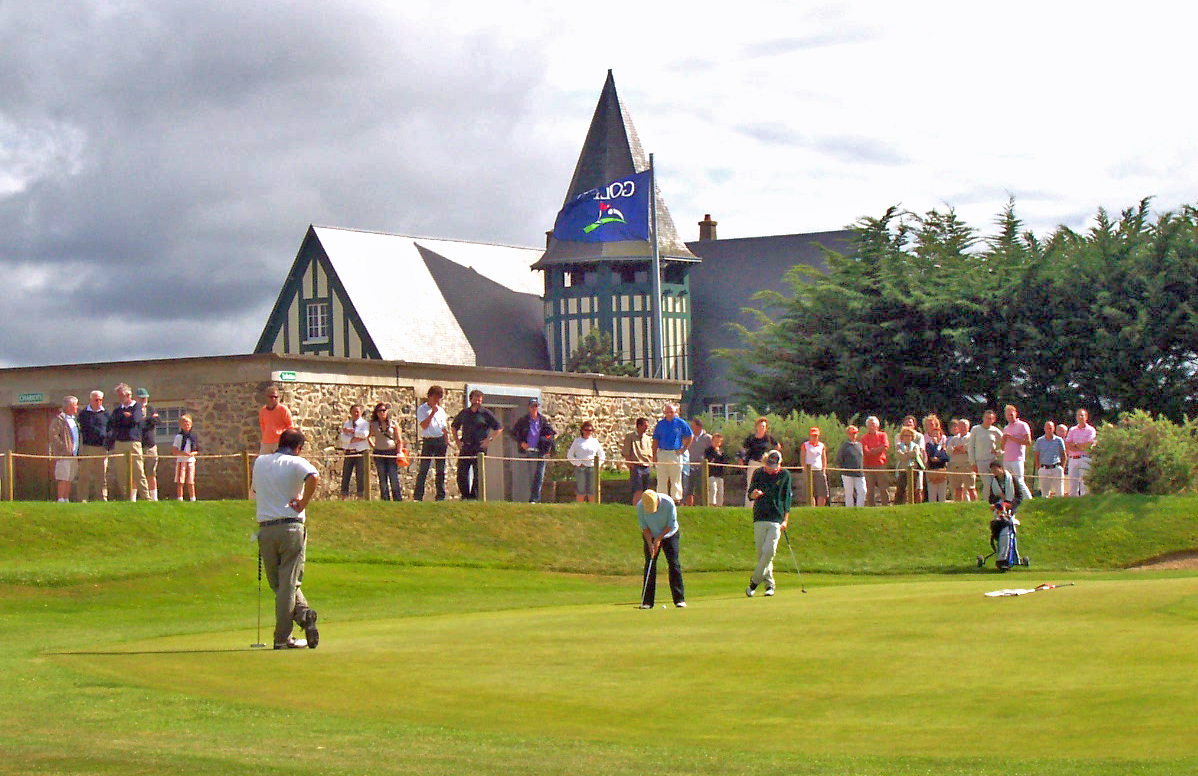
El Grand Prix de Granville 2007 en el verde 9.
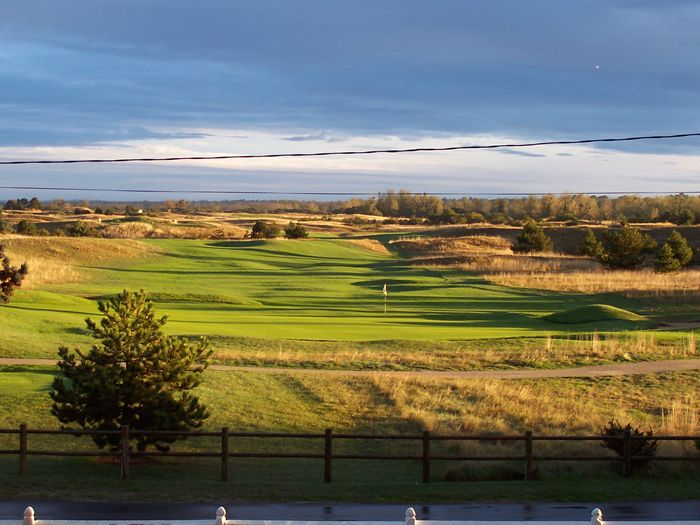
Aspecto de links en el 18.

## Tarjetas de score

### Campo Links
| Hoyo n.° | Metros | Yardas | Par | Hoyo n.° | Metros | Yardas | Par |
| -------- | ------ | ------ | --- | -------- | ------ | ------ | --- |
| 1        | 438    | 479    | 5   | 10       | 155    | 170    | 3   |
| 2        | 158    | 173    | 3   | 11       | 504    | 551    | 5   |
| 3        | 301    | 329    | 4   | 12       | 180    | 197    | 3   |
| 4        | 359    | 393    | 4   | 13       | 384    | 420    | 4   |
| 5        | 343    | 375    | 4   | 14       | 497    | 544    | 5   |
| 6        | 378    | 413    | 4   | 15       | 384    | 420    | 4   |
| 7        | 157    | 172    | 3   | 16       | 123    | 134    | 3   |
| 8        | 339    | 371    | 4   | 17       | 358    | 392    | 4   |
| 9        | 464    | 507    | 5   | 18       | 312    | 341    | 4   |
| Ida      | 2937   | 3212   | 36  | Vuelta   | 2897   | 3168   | 35  |
|          |        |        |     | Total    | 5834   | 6380   | 71  |

### Campo Bord de Mer
| Hoyo n.° | Metros | Yardas | Par |
| -------- | ------ | ------ | --- |
| 1        | 295    | 323    | 4   |
| 2        | 132    | 144    | 3   |
| 3        | 273    | 299    | 4   |
| 4        | 273    | 299    | 4   |
| 5        | 158    | 173    | 3   |
| 6        | 317    | 347    | 4   |
| 7        | 316    | 346    | 4   |
| 8        | 109    | 119    | 3   |
| 9        | 347    | 379    | 4   |
| Total    | 2220   | 2428   | 33  |